# Інсектициди

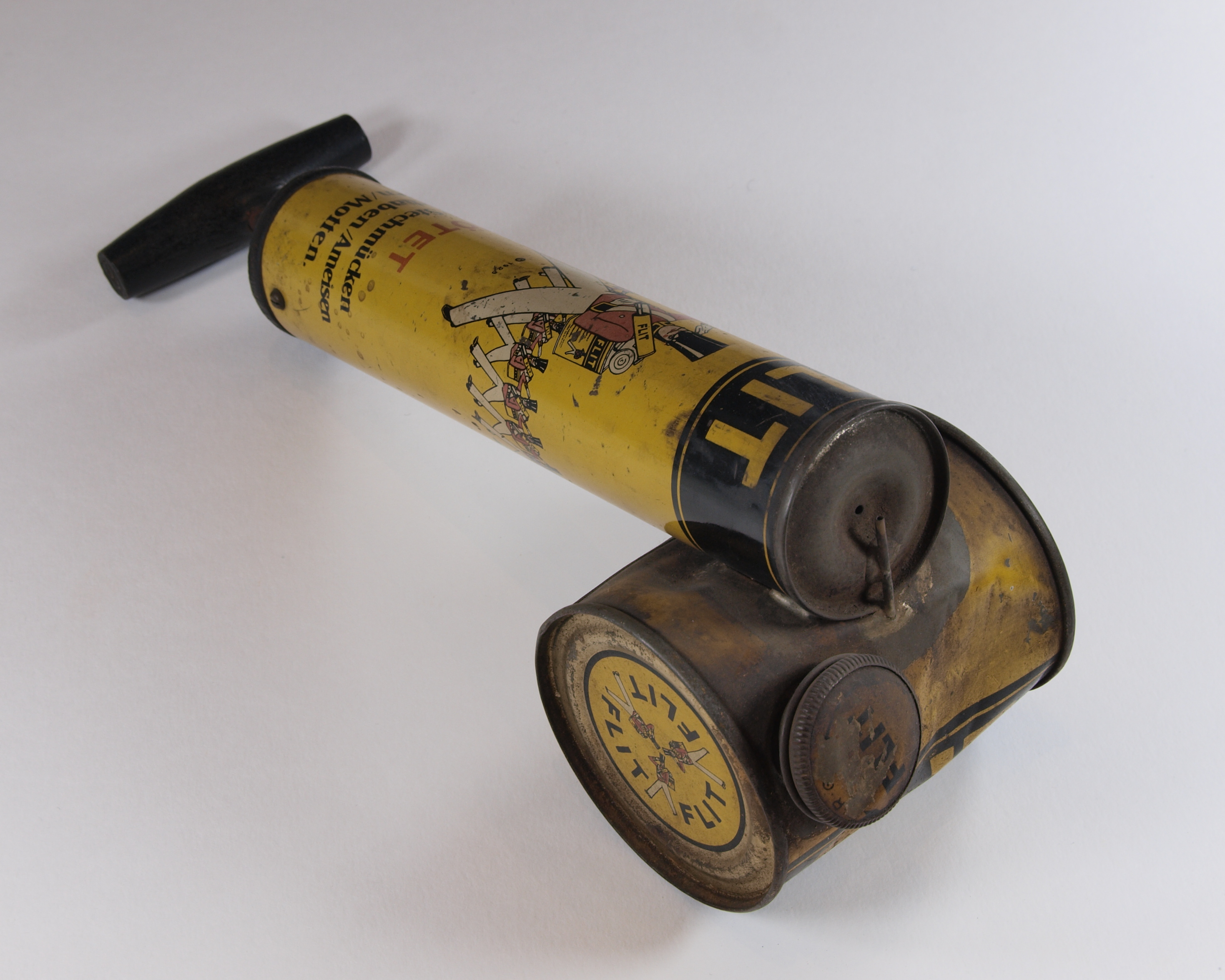
Ручний розпилювач інсектицидів (1928)

Інсектициди (від латинського insectum — комаха і caedo — вбиваю) — хімічні препарати для захисту рослин від шкідливих комах.
Певні комахи суттєво знижують, а в деяких випадках можуть повністю знищити врожай сільськогосподарських культур. Живлячись вегетативними чи генеративними органами рослин, крім прямого зменшення врожаю і його якості, шкідливі комахи й кліщі є джерелами розповсюдження вірусних і грибкових захворювань рослин.
Інсектициди використовують для захисту рослин від таких шкідливих комах. Контролюючи кількість шкідників, інсектициди допомагають попередити втрати врожаю і покращити його якість. Основні культури, де використовують інсектициди — зернові, плодові, овочеві культури й картопля.

## Класифікація
Залежно від шляхів, якими інсектициди проникають в організм комахи, їх розділяють на 4 групи — кишкові, контактні, системні, фуміганти.
Кишкові інсектициди, що потрапляють в організм комахи через рот, — більшість неорганічних з'єднань миш'яку (арсенати кальцію, магнію, барії, свинцю, арсеніт кальцію), кремнефторіди й фториди металів, тіодіфеніламін і група спеціальних препаратів (ейлани, мітін, ірган і ін.), що використовуються для захисту шерсті й хутра від молі.
Контактні інсектициди, які проникають в організм комахи через шкірні покрови, — органічні сполуки фосфору, хлору, азоту і сірки, піретріни й піретроїди.
Системні, або внутрішньорослинні, інсектициди поглинаються корінням і листям рослин переміщаються по судинній системі з живильними речовинами й роблять рослини отруйними для паразитуючих комах — метилмеркаптофос, фосфамід тощо. Системні інсектициди (фосфорорганічні) використовують також для боротьби з ектопаразитами тварин (після введення препарату кров тварини стає токсичною для комах), для дератизації (гинуть тварина — резервуар інфекції і її переносники-паразити). Для боротьби з вошивістю у людини у виняткових випадках застосовують бутадіон. При однократному прийомі кров людини протягом двох тижнів зберігає інсектицидні властивості.
Фуміганти, або дихальні інсектициди, потрапляють в організм комах в пароподібному або газоподібному стані через трахейну систему в процесі дихання. До них належать, наприклад, гексахлорбутадієн і дихлофос. В цю ж групу можна включити тонкорозмелені силікати й мінеральні олії, що порушують функції дихальних органів комах.
Прийнята класифікація інсектицидів умовна оскільки більшість з них може проникати в організм комахи одночасно декількома шляхами. У зв'язку з цим деякі препарати відносять до тієї або іншої групи, враховуючи основний шлях надходження їх в організм комахи.
Інсектициди застосовують способами обприскування, обпилювання, фумігації, протравлення тощо. Форми препаратів всілякі — дусти, емульсії або суспензії, змочувані порошки й таке інше.
Окрім хімічних інсектицидів також існують біологічні. Біологічні інсектициди – це вузькоспеціалізовані мікроорганізми й продуковані ними специфічні біотоксини направленої дії, призначені для боротьби з імаго і личинками шкодочинних комах, кліщів і комарів.
Для виробництва біологічних інсектицидів використовуються гриби-паразити родів Beauveria, ооміцети Lagenidium.

## Виробництво
Виробництво інсектицидів у цілому збільшується. Водночас світове виробництво неорганічних інсектицидів, таких, як сполуки миш'яку і фтору, через їхню високу отруйність, систематично скорочується, а у ряді країн Європи зовсім припинено. 

## Токсичність
За мірою отруйності для людини й теплокровних тварин інсектициди ділять на 4 групи: сильнодійні (летальна доза до 50), високотоксичні (50—200), середньотоксичні (200–1000), малотоксичні (понад 1000 міліграмів на 1 кілограм маси). Тривалість дії інсектицидів на рослинах або в організмі тварин дуже різниться — від одного дня до декількох років. Щоб попередити несприятливу дію інсектицидів — потрапляння у водоймища, отруєння бджіл, джмелів і інших комах-обпилювачів, паразитичних і хижих комах, накопичення у тваринах і рослинних продуктах, в кормах і тощо, необхідно суворо дотримуватися правил їх зберігання, використання і транспортування. Зберігати інсектициди потрібно у запакованому вигляді, дотримуючись санітарних норм. Зберігання біля житлових приміщень, ферм з утримання тварин та водойм дуже шкідливе для здоров'я. Завантаження та розвантаження повинно проводитись у захисному одязі, для захисту від токсичної дії інсектицидів.